# Красноярка (приток Коксы)
Красноярка — река в России, протекает по Усть-Коксинскому району Республики Алтай. Устье реки находится в 33 км от устья Коксы по правому берегу. Длина реки составляет 49 км.

## Притоки
- 20 км: Чарычмень
- 23 км: Меновная

## Данные водного реестра
По данным государственного водного реестра России относится к Верхнеобскому бассейновому округу, водохозяйственный участок реки — Катунь, речной подбассейн реки — Бия и Катунь. Речной бассейн реки — (Верхняя) Обь до впадения Иртыша.